# Англо-занзибарска война
Англо-занзибарската война е колониална война, състояла се на 27 август 1896 г. между Великобритания и Занзибарския султанат. Тя продължава 38 минути и влиза в историята като най-кратката война (според книгата за рекорди на Гинес).

## Предпоставки
Войната започва, след като султан Хамад ибн Тувайни, който активно сътрудничи на британската колониална администрация, умира на 25 август 1896 г. След това на власт, в резултат на преврат, идва братовчед му Халид ибн Баргаш, който се ползва с подкрепата на Германия. Тъй като това влиза в противоречие с плановете на британците, поддържащи кандидатурата на Хамуд бин Мохамед, те изискват от Халид да се откаже от претенциите си към трона на султаната. Халид ибн Баргаш отказва да приеме искането и успява бързо да събере армия, наброяваща около 2800 души, която започва подготовка по отбраната на султанския дворец.

## Бойни действия
На 26 август 1896 г. британската страна представя ултиматум, изтичащ на 27 август в 9:00 часа, според който занзибарците трябва да сложат оръжие и свалят знамето си. Британска ескадра в състав бронепалубния крайцер 1-ви клас „Сейнт Джордж“, бронепалубния крайцер 3-ти клас „Филомел“, канонерските лодки „Траш“, „Спароу“ и торпедно-канонерската лодка „Ракун“ застават на рейда, обкръжавайки единственият „военен“ кораб на занзибарския флот – построената във Великобритания султанска яхта „Глазгоу“, въоръжена с оръдие „Гатлинг“ и малокалибрени 9-фунтови оръдия. В отговор, занзибарците насочват към британските кораби всичките си брегови оръдия (бронзови оръдия от 17 век, няколко картечници „Максим“ и две 12-фунтови оръдия).
На 27 август в 8:00 ч. пратеник на султана иска организиране на среща с Базил Кейв, британския представител в Занзибар. Кейв отвръща, че срещата може да бъде устроена само в случай, че занзибарците се съгласят с предложените условия. В отговор на това, в 8:30 ч. Халид ибн Баргаш изпраща известие, съобщаващо, че не възнамерява да се предава и не вярва, че британците ще си позволят да открият огън. Кейв отговаря: „ние не искаме да откриваме огън, но ще го направим, ако не изпълните условията ни.“.
Точно в края на определеното от ултиматума време, в 9:00 ч. (или в 9:02 според други източници), леките британски кораби откриват огън по султанския дворец. Първият изстрел на канонерката „Траш“ попада в занзибарско 12-фунтово оръдие, избивайки го от лафета. Занзибарските войски на брега (над 3000 души, заедно с дворцовата прислуга и робите) се намират в дървени постройки, върху които британските фугасни снаряди имат голям разрушителен ефект.
След 5 минути, в 9:05 ч., единственият занзибарски кораб „Глазгоу“ отговоря на стрелбата, прицелвайки се в британския крайцер „Сейнт Джордж“ с малокалибрените си оръдия. Британският крайцер веднага открива огън от тежките си оръдия почти от упор, незабавно потопявайки противника си. Занзибарските моряци веднага спускат флага, напускат яхтата и са спасени от лодки на британските матроси.
Известно време след началото на обстрела, дворцовият комплекс представлява димящи руини и е изоставен както от войските, така и от султана (сред първите напуснали го). Занзибарското знаме обаче продължава да се вее на дворцовия флагщок, просто защото не е имало кой да го свали. Преценяйки това като намерение за продължаване на съпротивата, британската флота отново открива стрелба. Скоро един от снарядите поразява флагщока на двореца и сваля знамето. Командирът на британската флотилия, адмирал Роулингс, вижда това като знак за капитулация, нарежда прекратяване на огъня и дебаркиране на войските на брега, като овладява руините на двореца практически без съпротива. По време на кампанията, британците изстрелват общо около 500 снаряда, 4100 картечни патрона и 1000 патрони за винтовка.
Обстрелът продължава 38 минути, като общо загиват около 570 души от занзибарска страна, а от британската е леко ранен един от младшите офицери на „Траш“. Този конфликт влиза в историята като най-кратката война.

## Последици
Избягалият от двореца султан Халид ибн Баргаш търси убежище в германското посолство. Тъй като новото правителство на Занзибар, незабавно сформирано от британците, издава заповед за ареста му, отряд на Кралската морска пехота непрекъснато охранява сградата, за да арестува бившия султан, когато излезе извън територията на посолството.
За да евакуира бившия султан, германската страна използва трик. На 2 октомври 1896 г. в пристанището влиза германският крайцер „Орел“. На брега пристига лодка от крайцера, след което тя е пренесена на раменете на германски моряци до вратите на посолството, където в нея влиза Халид ибн Баргаш. След това лодката по същия начин е отнесена до морето и отплува към крайцера. Юридически, според действащите тогава правни норми, лодката е смятана за част от кораба, към който принадлежи и независимо от местоположението си, има екстериториален статут. По този начин намиращият се в лодката бивш султан официално постоянно се намира на германска територия.
След войната бившият султан живее в Дар ес-Салаам до 1916 г., когато е заловен от британците. Той умира през 1927 г. в Момбаса.
В британската историография тази война поради нейната краткост се описва по ироничен начин. От африканска гледна точка обаче тази колониална война, в която загиват повече от 500 занзибарци от една страна, а е леко ранен само един британски офицер от друга, има трагично значение.
Силно разрушеният дворцов комплекс е напълно променен от войната. Харемът, фарът и двореца след това са разрушени, тъй като бомбардировката ги е направила непригодими и опасни за живеене. Мястото на двореца е заето от градини, докато новият дворец е издигнат на мястото на харема. Къщата на чудесата остава почти невредима и по-късно се превръща в основна сграда за британските административни органи. Корпусът на „Глазгоу“ остава в пристанището пред двореца, където мачтите ѝ се виждат в плитките води няколко години; в крайна сметка яхтата е извадена и нарязана за скрап през 1912 г.
По мнението на Норман Бенет, ефективността от страна на Кралския флот по време на бомбардировката вероятно е една от причините да няма бунтове срещу британското влияние по време на оставащите 67 години на британския протекторат в Занзибар.

## Продължителност
Войната се смята за най-кратката в писаната история. От различни източници е дадена различна продължителност, включително 38, 40 и 45  минути, но продължителността от 38 минути се цитира най-често. Разликата се дължи на объркването за това кога всъщност са началото и краят на войната. Някои източници вземат за начало на войната заповедта за откриване на огън в 09:00 ч., а други – с началото на действителната стрелба в 09:02 ч. За край на войната обикновено се дава 09:40, когато са последните изстрели и е свалено знамето на двореца, но други източници посочват 09:45 ч. Дневниците на британските кораби също посочват различно време за това – „Сейнт Джордж“ посочва, че прекратяването на огъня и влизането на Халид в германското консулство е в 09:35, „Траш“ в 09:40, „Ракун“ в 09:41, а „Филомел“ и „Спароу“ – в 09:45 ч.